# Miljan Pušica
Miljan Pušica, cyr. Миљан Пушица (ur. 30 czerwca 1991 w Prijepolju) – serbski piłkarz ręczny, lewy rozgrywający, od 2017 zawodnik GWD Minden.

## Kariera sportowa
W latach 2010–2012 był zawodnikiem Crvenej zvezdy, w barwach której rzucił w sezonie 2011/2012 trzy gole w Pucharze EHF. Następnie grał w Vojvodinie, z którą dwa razy zdobył mistrzostwo Serbii. W 2014 przeszedł do Wisły Płock. W ciągu następnych trzech lat rozegrał w jej barwach 33 mecze w Lidze Mistrzów, w których rzucił 19 goli. W sezonie 2016/2017, w którym rozegrał 30 meczów i zdobył 41 bramek, otrzymał nominację do tytułu najlepszego obrońcy Superligi. W 2017 przeszedł do GWD Minden. W sezonie 2017/2018 rozegrał w Bundeslidze 34 mecze i rzucił 26 bramek, a dodatkowo otrzymał 18 dwuminutowych kar oraz 16 żółtych kartek i jedną czerwoną kartkę.
W 2010 wystąpił w mistrzostwach Europy U-20 na Słowacji, podczas których zagrał w siedmiu meczach i zdobył siedem goli. W 2011 uczestniczył w mistrzostwach świata U-21 w Grecji – w siedmiu spotkaniach zdobył jednego gola.
W 2016 wraz z reprezentacją Serbii seniorów wystąpił w mistrzostwach Europy w Polsce (był rezerwowym, w trzech meczach grał przez niespełna 12,5 minuty).

## Sukcesy
RK Vojvodina
- Mistrzostwo Serbii: 2012/2013, 2013/2014

## Statystyki w Wiśle Płock
| Wisła Płock                               | 2014/2015 | 8  | 14 | 1,75 | 0  | 0 | 0   | 3  | 4  | 1,33 | 11  | 18  | 1,64 |
| Wisła Płock                               | 2015/2016 | 20 | 27 | 1,35 | 5  | 8 | 1,6 | 16 | 5  | 0,31 | 41  | 40  | 0,98 |
| Wisła Płock                               | 2016/2017 | 30 | 41 | 1,37 | 5  | 1 | 0,2 | 14 | 10 | 0,71 | 49  | 52  | 1,06 |
| Wisła Płock                               | Razem     | 58 | 82 | 1,41 | 10 | 9 | 0,9 | 33 | 19 | 0,58 | 101 | 110 | 1,09 |
| Opracowano na podstawie danych ZPRP i EHF |           |    |    |      |    |   |     |    |    |      |     |     |      |